# رولاند بيفن
رولاند هاري بيفن (بالإنجليزية: Rowland Harry Biffen)‏ (28 مايو 1874–12 يوليو 1949) عالم نبات وفطريات ووراثة بريطاني.